# Magdiwang
Magdiwang è una municipalità di quinta classe delle Filippine, situata nella Provincia di Romblon, nella regione di Mimaropa.
Magdiwang è formata da 9 baranggay:
- Agsao
- Agutay
- Ambulong
- Dulangan
- Ipil
- Jao-asan
- Poblacion
- Silum
- Tampayan